# Inland (film)
Inland är en svensk dramafilm av Jon Blåhed från 2020, baserad på Elin Willows roman Inlandet. Den handlar om en ung kvinna från Stockholm som försöker hitta sin plats i det lilla samhälle dit hon flyttat för att bo med sin pojkvän. Men förhållandet tar slut innan de kommer fram.